# Palirika viridula
Palirika viridula är en tvåvingeart som beskrevs av Christine Lynette Lambkin och Yeates 2003. Palirika viridula ingår i släktet Palirika och familjen svävflugor. Inga underarter finns listade i Catalogue of Life.